# Torrent de Bonsfills
El Torrent de Bonsfills és un afluent per la dreta de la Riera de Vallmanya, al Solsonès.

## Municipis per on passa
El curs del Torrent de Bonsfills transcorre íntegrament pel terme municipal de Pinós.

## Xarxa hidrogràfica
La xarxa hidrogràfica del Torrent de Bonsfills està constituïda per 9 cursos fluvials que sumen una longitud total de 5.699 m.

### Distribució municipal
El conjunt de la seva xarxa hidrogràfica transcorre íntegrament pel terme municipal de Pinós.